# Вичка (река)
Вичка — река в России, протекает по территории Медвежьегорского района Карелия. Впадает в Онежское озеро в городе Медвежьегорске. Длина реки — 30 км, площадь водосборного бассейна — 124 км². В среднем и нижнем течении река имеет множество порогов.
Имеет правый приток — реку Венозерку.
Помимо города Медвежьегорска на реке расположен одноимённый посёлок — Вичка.

## Данные водного реестра
По данным государственного водного реестра России относится к Балтийскому бассейновому округу, водохозяйственный участок реки — Бассейн Онежского озера без рр. Шуя, Суна, Водла и Вытегра, речной подбассейн реки — Свирь (включая реки бассейна Онежского озера). Относится к речному бассейну реки Нева (включая бассейны рек Онежского и Ладожского озера).